# Daniel Brandenstein
Daniel Charles Brandenstein (* 17. ledna 1943, Watertown, Wisconsin, USA) je americký vojenský pilot a astronaut z letů s raketoplány.

## Život

### Mládí a výcvik
Po základní a střední škole pokračoval ve studiích na wisconsinské univerzitě (University of Wisconsin), kde v roce 1965 získal titul inženýra matematicko-fyzikálních věd. Pak odešel do armády, stal se zde námořním letcem ve stíhací peruti One Four Fice, Oak Harbor, Washington. V roce 1978, kdy byl vybrán do NASA, byl poručíkem námořního letectva, ženatým, s jedním dítětem.

### Lety do vesmíru
Koncem léta roku 1983 se stal 124. člověkem ve vesmíru, když na palubě raketoplánu Challenger odstartoval k misi STS-8 na oběžnou dráhu naší planety. Šestidenního letu se zúčastnila tato pětičlenná posádka: velitel Richard Truly, dále pak Daniel Brandenstein, Guion Bluford, Dale Gardner a William Thornton. Na naléhání armády start z Kennedyho vesmírného střediska na mysu Canaveral i přistání na základně Edwards byly v noci kvůli plánovaným vojenským expedicím. V noci také vypustili indickou telekomunikační družici Instat 1B.
Druhá Danielova mise byla sedmidenní STS-51-G na jaře roku 1985. Letěl na palubě Discovery spolu s touto posádkou: John Creighton, Steven Nagel, John Fabian, Shannon Lucidová, francouzský kosmonaut Patrick Baudry a syn saúdskoarabského krále princ Sultán Saiman Abdelazíz al-Saud. Vypustili na orbitě celou řadu družic – Spartan 1, Morelos 1A, Arabsat 1B ,Telstar 3D. Provedli také experimenty pro program Hvězdných válek.
Třetí let se uskutečnil na třetím typu raketoplánu. Tentokrát to byla Columbia s desetidenní misí STS-32 v roce 1990. Kapitánem opět Daniel Brandenstein, v posádce byli James Wetherbee, Bonnie Dunbarová, Marsha Ivinsová a George Low. Při letu vypustili obrovskou vojenskou družici Syncom 4 F-5. Podařilo se jim stáhnout z oběžné dráhy družici LDEF, které hrozil zánik v atmosféře. V nákladovém prostoru ji vrátili na Zem.
Počtvrté a naposledy se do vesmíru vydal na palubě čtvrtého, tehdy nového amerického raketoplánu Endeavour. Na osmidenní misi letěla posádka ve složení velitel raketoplánu kapitán Daniel Brandenstein, Kevin Chilton, Richard Hieb, Bruce Melnick, Pierre Thuot, Kathryn Thorntonová, Thomas Akers. Byl to vlastně let zkušební, přesto doplněný splněným úkolem stáhnout, opravit a zpět vypustit družici Intelsat 6.
Start všech čtyř letů byl z Kennedyho vesmírného střediska (mys Canaveral), přistání v Kalifornii na základně Edwards na dně vyschlého Rogersova jezera v Mojavské poušti v Kalifornii. Během svých 4 letů strávil ve vesmíru 32 dní.
- STS-8 Challenger (30. srpna 1983 – 5. září 1983)
- STS-51-G Discovery ( 17. června 1985 – 24. června 1985)
- STS-32 Columbia (9. ledna 1990 – 20. ledna 1990)
- STS-49 Endeavour (7. května 1992 – 16. května 1992)

### Po skončení letů
Po odchodu z NASA v říjnu 1992 byl zaměstnán u IBM, Federal Systems Co. v Houstonu, v roce 1996 byl viceprezidentem společnosti Kistler Aerospace Corp. ve městě Kirkland.

## Vyznamenání

### Americká vyznamenání
- Defense Superior Service Medal s dubovým listem
- Legion of Merit
- Distinguished Flying Cross
- Defense Meritorious Service Medal
- Letecká medaile
- Navy Commendation Medal s dubovým listem a V sponou
- Meritorious Unit Commendation
- NASA Distinguished Service Medal (uděleno dvakrát)
- NASA Outstanding Leadership Medal (uděleno dvakrát)
- NASA Space Flight Medal (uděleno čtyřikrát)
- Medaile za službu v národní obraně (National Defense Service Medal)
- Expediční medaile ozbrojených sil
- Medaile za službu ve Vietnamu (Vietnam Service Medal)

### Zahraniční vyznamenání
- Řád čestné legie (Francie)
- Kříž za statečnost (Jižní Vietnam)
- Medaile za tažení ve Vietnamu (Jižní Vietnam)